# István Serényi
István Serényi, madžarski rokometaš, * 26. avgust 1911, Budimpešta, † 3. oktober 1996, Budimpešta.
Leta 1936 je na poletnih olimpijskih igrah v Berlinu v sestavi madžarske rokometne reprezentance osvojil četrto mesto.